# Kapciózní otázka
Kapciózní otázka je taková otázka, která je klamavá, úskočná a předstírající nepravdivé skutečnosti. 
V soudním řízení jde v rámci dokazování o otázku nepřípustnou, nelze vyslýchanému účastníkovi nebo svědkovi předstírat skutečnosti, které jsou nepravdivé či které zatím nejsou potvrzeny. Vyslýchaný by byl sváděn k odpovědi, kterou si vyslýchající přeje a tím by se snížila důkazní hodnota získané výpovědi. Kromě toho by byla snížena i autorita soudu. Kapciózní otázky jsou v rozporu se zákonem a jejich použití tak může vést až k neuznání jimi získaného důkazu.